# Governatorato di Jaroslavl'
Il governatorato di Jaroslavl' (in russo Ярославская губерния?) è stato una gubernija dell'Impero russo e poi della RSFS Russa, che occupava grossomodo l'attuale territorio dell'Oblast' di Jaroslavl'. Istituita nel 1777, esistette fino al 1929, il capoluogo era Jaroslavl'.